# Großsteingrab Peckensen
Das Großsteingrab Peckensen war eine mögliche megalithische Grabanlage der jungsteinzeitlichen Tiefstichkeramikkultur bei Peckensen, einem Ortsteil der Gemeinde Diesdorf im Altmarkkreis Salzwedel, Sachsen-Anhalt. Es wurde wohl spätestens im 19. Jahrhundert zerstört. Eine Beschreibung der Anlage liegt nicht vor, ihre mögliche Existenz ist nur durch die Bezeichnung „Steinstücken“ auf einem historischen Messtischblatt belegt.